# آن ستيل
آن ستيل (بالإنجليزية: Anne Steele)‏ (1717 في المملكة المتحدة - 11 نوفمبر 1778)؛ كاتِبة وشاعرة بريطانية.